# Pterostilbeen
Pterostilbeen is een organische verbinding die chemisch verwant is aan resveratrol. Het is een stilbenoïde. In vergelijking met resveratrol zijn in pterostilbeen twee hydroxylgroepen gemethyleerd.
Pterostilbeen wordt onder andere aangetroffen in druiven, wijn, bosbessen en het hout van de Oost-Indische boom Pterocarpus marsupium. Het behoort tot de fytoalexinen, stoffen die door planten worden aangemaakt als afweer tegen aanvallen door bacteriën, schimmels en dergelijke.

## Eigenschappen
Net als resveratrol heeft pterostilbeen een antioxiderende activiteit en is het in vitro cytotoxisch gebleken voor een aantal kankercellen. De stof zou kunnen functioneren bij de chemische preventie van sommige kankers, waaronder prostaatkanker. Pterostilbeen zou een betere biologische beschikbaarheid hebben dan resveratrol. Dat wil zeggen dat het percentage van de ingenomen stof dat uiteindelijk in de bloedbaan terechtkomt, en dus beschikbaar is voor het organisme, hoger is dan bij resveratrol.
Verder heeft pterostilbeen antidiabetische eigenschappen. In proeven op ratten verlaagde pterostilbeen gevoelig het glucosegehalte in het bloed. Tevens heeft pterostilbeen ontstekingsremmende eigenschappen. Het is een inhibitor van de enzymen cyclo-oxygenase-1 en −2 (COX-1 en COX-2).
Pterostilbeen kan verder ook LDL-cholesterol verlagen. De werking van pterostilbeen is vergelijkbaar met die van ciprofibraat.